# Avicularia aurantiaca
Die Einteilung der Lebewesen in Systematiken ist kontinuierlicher Gegenstand der Forschung. Die hier behandelte Bezeichnung ist durch neuere Forschung obsolet geworden und kann keinem Taxon sicher zugeordnet werden. Ursache kann verlorenes Originalmaterial (Typusmaterial) sein oder dem für die wissenschaftliche Erstbeschreibung verwendeten Material fehlen Bestimmungsmerkmale, um es eindeutig von ähnlichen Typen abzugrenzen.

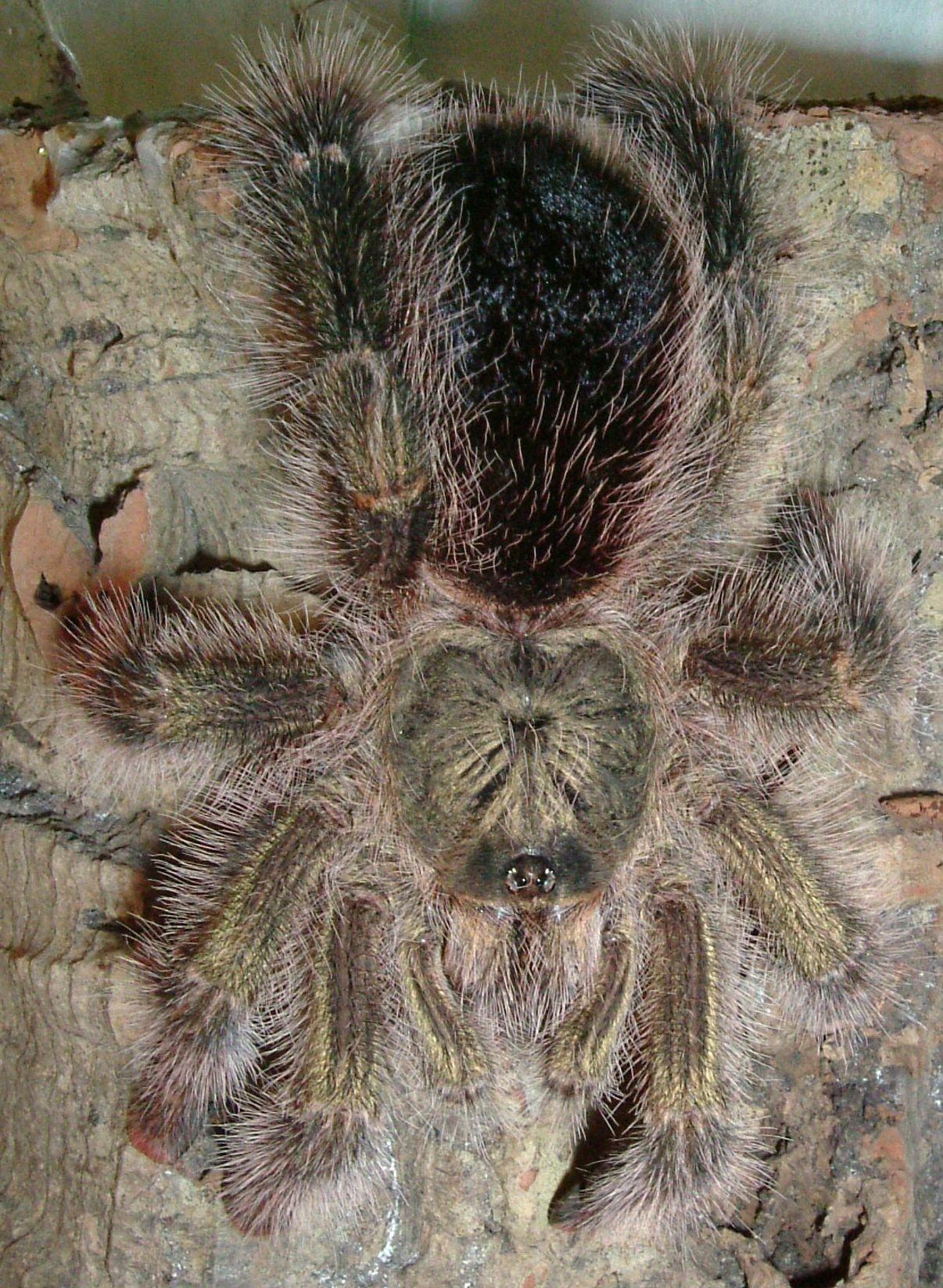
Avicularia aurantiaca, Weibchen

Avicularia aurantiaca (Nomen dubium) als eine neue Vogelspinnenart wurde im Jahr 1996 von Stefan Bauer beschrieben. Heute wird der Artstatus bezweifelt, da sie durch den Verlust des Holotyps wissenschaftlich nicht überprüft werden kann. Diese Bezeichnung ist noch bei Terrarienhaltern verbreitet. Spinnen, die später so bezeichnet wurden, kamen auch unter anderen Namen in den Handel wie „Avicularia magdalenae“ oder „Avicularia bicegoi“. Ein deutscher Trivialname ist nicht bekannt. 

## Körperbau
Spinnen, die so bezeichnet werden, erreichen im weiblichen Geschlecht ca. fünf bis sechs Zentimeter Größe, sehr alte Tiere auch an die acht Zentimeter. Die Männchen bleiben mit vier Zentimetern etwas kleiner. Die Jungtiere sind als frisch geschlüpfte Tiere etwa sechs bis acht Millimeter groß (Spannweite 15 – 20 mm).
Erwachsene weibliche Tiere sind einheitlich dunkelbraun gefärbt. Der Vorderkörper ist etwas heller und leuchtet bei direkter Bestrahlung bis in die Beine beige-golden. Die Beine weisen zwischen den Segmenten gelb-orange Beinringe auf. Die längeren Beinhaare weisen helle Spitzen auf, wodurch das gesamte Tier heller wirkt.
Erwachsene männliche Tiere sind fast schwarz, ebenfalls die Behaarung. Der Vorderkörper und der Hinterleib weisen bei direktem Anstrahlen eine ins lila gehende Farbe auf. Sie besitzen Schienbeinhaken (Tibiaapophysen).
Die Jungtiere zeigen beim Schlupf die typische Avicularia-Färbung: ein dunkler (bräunlicher) Körper und blassrosa-farbene Beine mit dunklen Beinspitzen (Tarsus). Der Hinterleib weist das rot-schwarze Tannenbaummuster auf: schwarzer Hintergrund mit seitlich großen roten Flächen. Mit der fünften bis sechsten Häutung des Jungtieres (Nymphe) färben sich die Beine um. Die Beine sind nun dunkel und weisen die hellen Fußspitzen auf.

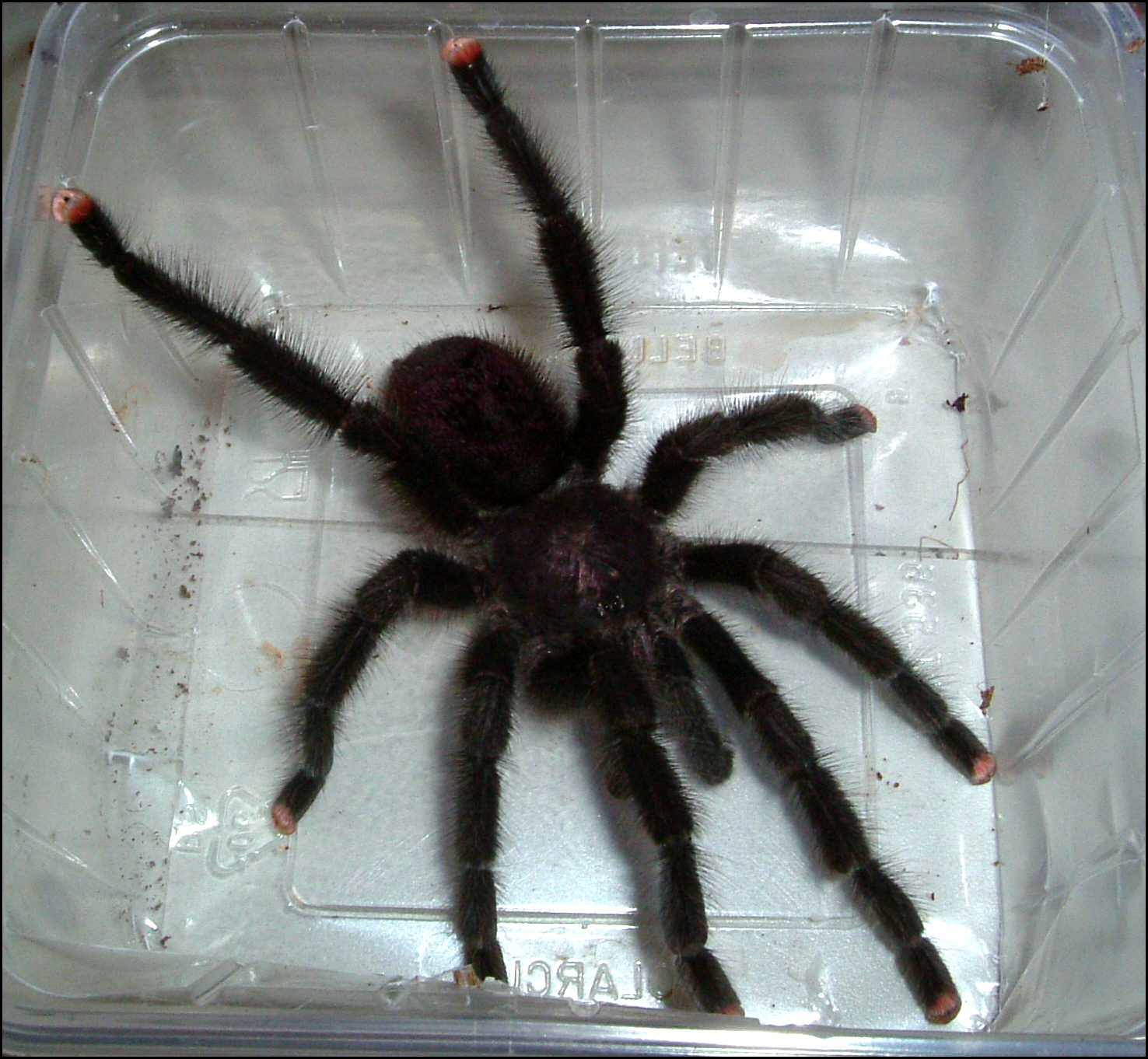
A. aurantiaca, männlich
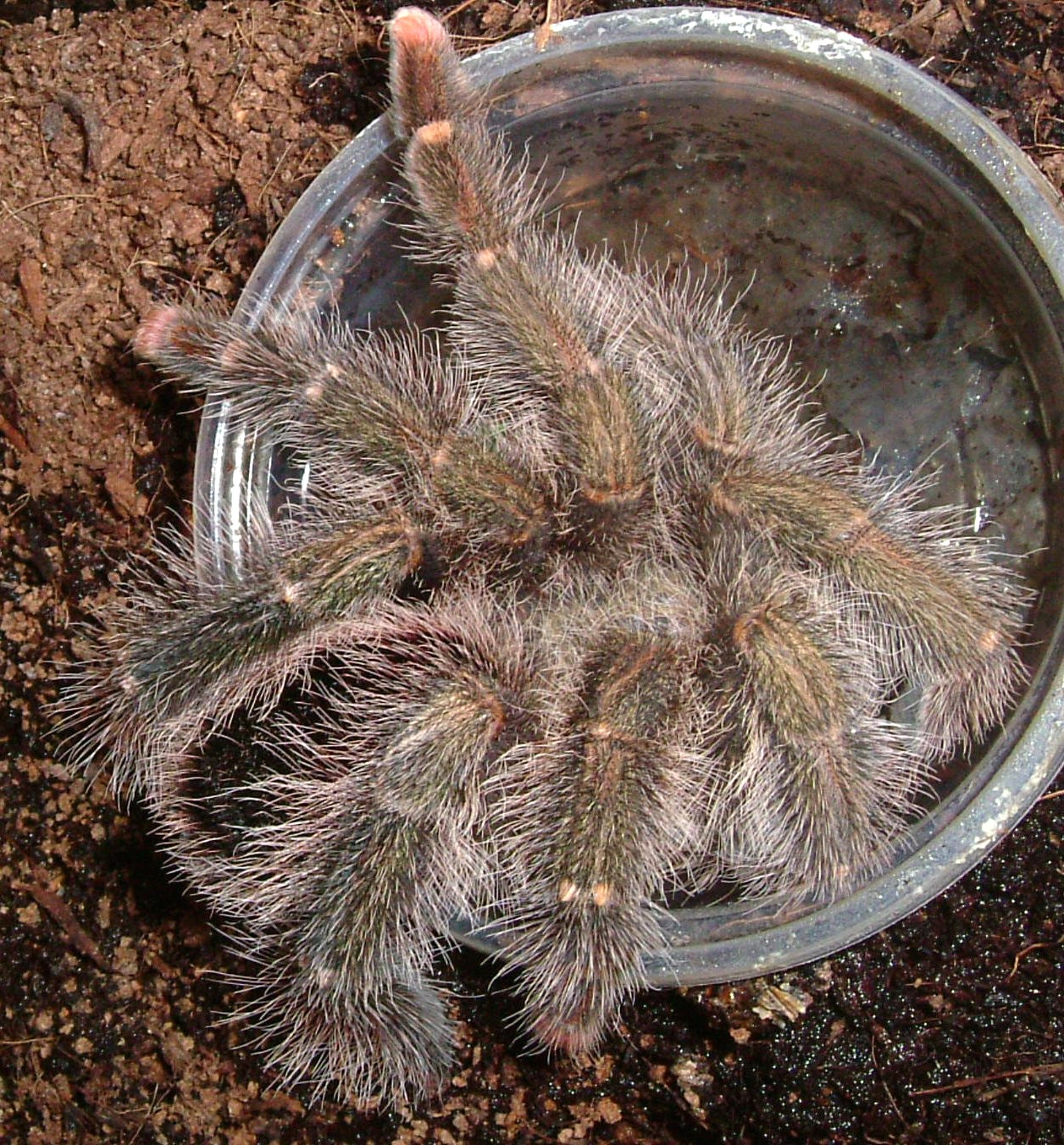
Weibchen beim Trinken
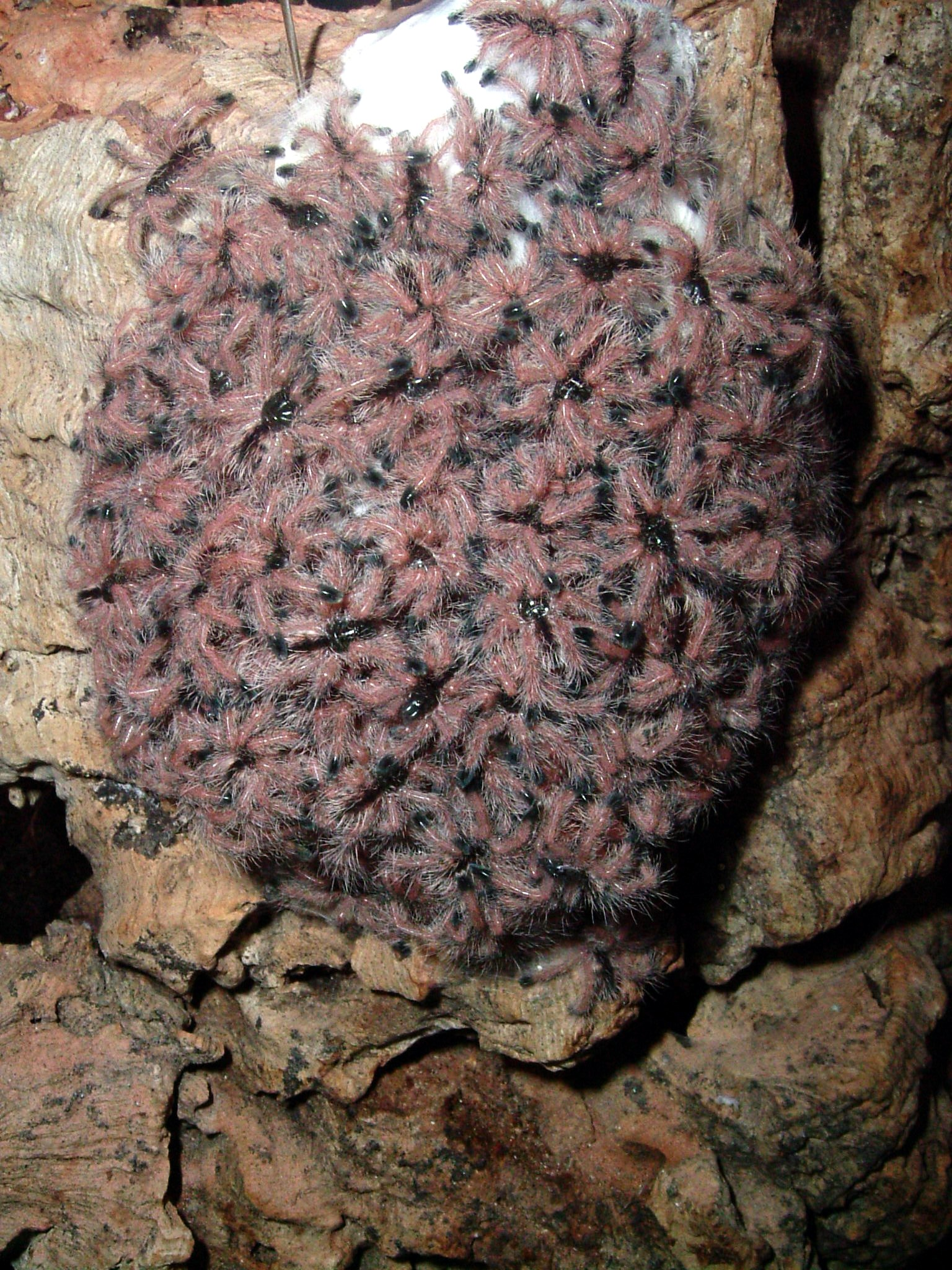
Nymphen auf Kokon, 10 Tage nach Schlupf